# Richard Lion Russell (teoría de Dow)
Richard Lion Russell nació en Nueva York, el 22 de julio de 1924, hijo de Hortense (Lion) Russell, novelista, y Henry Harold Russell, ingeniero civil. Su familia era judía. Russell se educó en Rutgers y recibió su licenciatura en la Universidad de Nueva York. Voló como bombardero de combate en bombarderos Mitchell B-25 con la 12.ª Fuerza Aérea durante la Segunda Guerra Mundial.